# Hội Giáo dục chăm sóc sức khỏe cộng đồng Việt Nam
Hội Giáo dục chăm sóc sức khỏe cộng đồng Việt Nam (viết tắt là Hội GDCSSKCĐ VN) được thành lập theo Quyết định số 1710 QĐ/BNV ngày 25 tháng 12 năm 2008 của Bộ Nội vụ và hoạt động theo Điều lệ Hội đã được Bộ Nội vụ phê duyệt theo Quyết định phê duyệt số 1442/QĐ/BNV ngày 12 tháng 10 năm 2009.

## Giới thiệu
Theo Điều lệ, Hội là một tổ chức xã hội tự nguyện, tập hợp các tổ chức, cá nhân Việt Nam cùng tham gia hoạt động về lĩnh vực giáo dục chăm sóc sức khỏe cộng đồng trên tinh thần nhân đạo không vụ lợi, nhằm mục đích góp phần cùng ngành y tế tạo điều kiện cho mọi người, mọi lứa tuổi được giáo dục chăm sóc sức khỏe từ cơ sở, thực hiện thắng lợi chủ trương xã hội hóa công tác y tế và phát triển kinh tế - xã hội của đất nước. Đó là sự nghiệp đại nhân, đại nghĩa, trường tồn cùng dân tộc Việt Nam.
Hội GDCSSKCĐ VN là một tổ chức phi chính phủ hoạt động trên phạm vi cả nước từ cấp trung ương tới các tổ chức cơ sở.

## Nhiệm vụ
Tuyên truyền, tư vấn, giáo dục kiến thức sức khỏe phổ thông cho hội viên và dân cư ở cộng đồng để mọi người biết và tự chăm sóc sức khoẻ, tự giác thực hiện vệ sinh phòng bệnh; hướng dẫn hội viên cách phát hiện sớm và giúp đỡ người bệnh tiếp cận dịch vụ y tế cần thiết; hướng dẫn người bệnh, người tàn tật, người già những phương pháp chăm sóc và phục hồi chức năng, chữa bệnh thông thường bằng cây thuốc nam tại nhà, chữa bệnh không dùng thuốc...

## Ban chấp hành
| Họ tên           | Học vị                                    | Chức vụ                                                       |
| ---------------- | ----------------------------------------- | ------------------------------------------------------------- |
| Nguyễn Hồng Quân | Cử nhân                                   | Nguyên Uỷ viên Trung ương Đảng - Chủ tịch Hội                 |
| Nguyễn Thị Chính | Phó giáo sư, tiến sĩ                      | Phó Chủ tịch Thường trực Hội                                  |
| Dương Xuân Đạm   | Phó giáo sư, tiến sĩ, thầy thuốc nhân dân | Phó Chủ tịch Hội                                              |
| Lê Đình Tiến     | Cử nhân                                   | Nguyên thứ trưởng Bộ Khoa Học và Công Nghệ - Phó Chủ tịch Hội |
| Phạm Đình Vương  | Cử nhân                                   | Trưởng VP đại diện tại TP Hồ Chí Minh                         |
| Vũ Thế Khanh     | Tiến Sĩ, Kiến trúc sư                     | Trưởng ban Tổ chức - Thi đua, Khen thưởng                     |

## Tiêu chí hoạt động
Hội rất hân hạnh được hợp tác với các đối tác trong và ngoài nước có tiềm năng trong lĩnh vực chăm sóc và cải thiện sức khỏe cho con người.
Hội khuyến khích các thành viên tận dụng các điều kiện, yếu tố tự nhiên của khí hậu nhiệt đới, biển và các phương thuốc, phương pháp y học cổ truyền cũng như tài năng, kinh nghiệm của các cán bộ y tế, thầy thuốc Việt Nam để góp phần cải thiện, chăm sóc sức khỏe cho con người.
Đồng thời Hội mong nhận được sự hợp tác quý báu từ phía các đối tác trong việc hợp tác xây dựng các cơ sở y tế mới, giúp đỡ, hỗ trợ các phương tiện, máy móc, thiết bị, thuốc và các phương pháp y tế hiện đại, kể cả đào tạo nhân lực tại chỗ để xác định và điều trị một cách có hiệu quả nhất cho người bệnh